# La Ròcha dels Arnauds
La Ròcha-dels-Arnauds (en francès La Roche-des-Arnauds) és un municipi francès situat al departament dels Alts Alps i a la regió de Provença – Alps – Costa Blava.

## Demografia
| 1836                                       | 1962 | 1968 | 1975 | 1982 | 1990 | 1999 | 2006  | 2016  |
| ------------------------------------------ | ---- | ---- | ---- | ---- | ---- | ---- | ----- | ----- |
| 1019                                       | 670  | 607  | 678  | 763  | 845  | 953  | 1.222 | 1.514 |
| Des de 1962: població sense dobles comptes |      |      |      |      |      |      |       |       |

## Administració
| Període   | Identitat        | Partit |
| --------- | ---------------- | ------ |
| 2001-2008 | Claude Amouriq   |        |
| 2008-     | Maurice Chautant |        |